# Gündoğmuş
Gündoğmuş ist eine Stadt im gleichnamigen Landkreis der türkischen Provinz Antalya und gleichzeitig ein Stadtbezirk der 1993 geschaffenen Büyükşehir belediyesi Antalya (Großstadtgemeinde/Metropolprovinz). Beide grenzen im Norden an die Provinz Konya, im Süden an Akseki, im Osten an Alanya sowie im Westen an Manavgat. Laut Logo wurde Gündoğmuş 1936 zu einer Belediye (Gemeinde) erhoben.

## Geographie
Gündoğmuş liegt im westlichen Teil des Taurusgebirges. Die Berge sind meist bewaldet und der Fluss Alara fließt durch diesen Landkreis.

## Sehenswürdigkeiten
- Die Ruinen der antiken Stadt Hagiasophia, wo noch keine Ausgrabungen durchgeführt worden sind.
- Die Moschee Cem Paşa in Gündoğmuş
- Die Ruinen auf dem Berg Sinek
- Die Ruinen von Kazayir, Asar, Kese und Gedfi[2]